# Paskalis Bruno Syukur
Paskalis Bruno Syukur, född 17 maj 1962 i Ranggu, Flores, Indonesien, är en indonesisk biskop och franciskan. Han är sedan 2013 biskop av Bogors romersk-katolska stift.
Den 6 oktober 2024 tillkännagav påve Franciskus att han ämnade upphöja biskop Syukur till kardinal den 8 december samma år. Den 22 oktober 2024 meddelade Heliga stolen att påve Franciskus hade accepterat biskop Syukurs begäran att inte bli kreerad till kardinal.